# Olga Georges-Picot
Olga Georges-Picot (* 6. Januar 1940 in Shanghai; † 19. Juni 1997 in Paris) war eine französische Schauspielerin.

## Leben
Georges-Picot war die Tochter des französischen Diplomaten Guillaume Georges-Picot und einer Russin. In Deutschland wurde sie unter anderem durch den Spielfilm Der Schakal (1973) bekannt sowie durch die Fernsehserien Härte 10 (1974) und Ringstraßenpalais (1980). Sie litt unter Depressionen und beging im Alter von 57 Jahren Suizid durch einen Sturz aus der fünften Etage eines Appartement-Hauses in Paris.

## Weiteres
Sie war eine Großnichte des französischen Diplomaten François Georges-Picot, dessen Namen insbesondere durch das Sykes-Picot-Abkommen in die Geschichte eingegangen ist.

## Filmografie (Auswahl)
- 1962: Pariserinnen (Les Parisiennes) , Episode ″Ella″
- 1967: Zwei auf gleichem Weg (Two for the Road)
- 1968: Catherine – Ein Leben für die Liebe (Catherine)
- 1968: Ich liebe dich, ich liebe dich (Je t’aime, je t’aime)
- 1968: Bei Bullen "singen" Freunde nicht (Adieu l'ami)
- 1970: Ein Mann jagt sich selbst (The Man Who Haunted Himself)
- 1970: Das Durchgangszimmer (Connecting Rooms)
- 1973: Der Schakal (The Day of the Jackal)
- 1974: Das beständige Gleiten der Begierde (Glissements progressifs du plaisir)
- 1974: Verfolgung (Persecution)
- 1974: Härte 10
- 1975: Die letzte Nacht des Boris Gruschenko (Love and Death)
- 1977: Goodbye Emmanuelle
- 1979: Kommissar Moulin (Commissaire Moulin; Fernsehserie, 1 Folge)